# Hvidtjørnen
Hvidtjørnen er en dansk kortfilm fra 1974, der er instrueret af William Borberg efter manuskript af Ejvind Haas. Filmen er baseret på Knud Sønderbys novelle af samme navn fra 1950.

## Handling
Denne artikel mangler et handlingsreferat. Hjælp os med at skrive det.